# Burt Brinckerhoff
Burton Field Brinckerhoff (* 25. Oktober 1936 in Pittsburgh) ist ein US-amerikanischer ehemaliger Filmregisseur und Schauspieler. Er wurde für drei Primetime Emmys für seine Regie in der Fernsehserie Lou Grant sowie für seine Leistung in dem Stück Die Kaktusblüte für einen Tony Award nominiert.

## Leben
Brinckerhoff wurde in Pittsburgh geboren und wuchs zunächst in Ben Avon (Pennsylvania) auf. Sein Vater, Rev. Dr. J. Howard Brinckerhoff, war Minister der Presbyterianischen Kirche Ben Avon’s und seine Mutter Marion Brinckerhoff, geb. Field, war Direktorin einer Presbyterianischen Schule für christliche Erziehung. Die Familie zog nach New York City, als Burt fünf Jahre alt war.
Brinkerhoff diente 1959 in der Nationalgarde der US-Armee. Am 26. Dezember 1959 heiratete er Zina Jasper und 1986 ließ sich das Paar scheiden.

## Karriere
Brinckerhoff interessierte sich schon in der Schule für die Schauspielerei und trat zum Schulabschluss in einem Theaterstück auf. In den folgenden Jahren spielte er in mehreren Fernseh-Anthologien, darunter mehrere Episoden von Kraft Television Theatre, in der Broadway-Produktion von Blue Denim und hatte eine erste Nebenrolle im Film Die Göttin. Es folgten weitere Rollen in diversen Folgen von Fernsehserien wie Am Fuß der blauen Berge, Alfred Hitchcock präsentiert oder auch Auf der Flucht. 1965 spielte er in dem Kinofilm Die größte Geschichte aller Zeiten mit.
Als Regisseur drehte er zahlreiche Folgen verschiedener Fernsehserien wie Alf, Agentin mit Herz, Magnum, Matlock, Unser lautes Heim oder auch Eine himmlische Familie.

## Filmografie (Auswahl)

### Schauspieler
- 1955–1957: The Big Story (3 Folgen)
- 1956: Armstrong Circle Theatre
- 1956–1957: Kraft Television Theatre (3 Folgen)
- 1961: Alfred Hitchcock präsentiert (Alfred Hitchcock Presents, Folge Beta Delta Gamma)
- 1961, 1964:Preston & Preston (The Defenders, 2 Folgen)
- 1962: Am Fuß der blauen Berge (Laramie, Folge The Sunday Shoot)
- 1962: Die Leute von der Shiloh Ranch (The Virginian, Folge The Sunday Shoot)
- 1963: Auf der Flucht (The Fugitive, Folge Fatso)
- 1965: Die größte Geschichte aller Zeiten (The Greatest Story Ever Told)
- 1996: Das Verbrechen des Jahrhunderts (Crime of the Century)

### Regisseur
- 1973: Wie ein Leben in der Hölle (The Invasion of Carol Enders)
- 1974: Police Headquarters
- 1975: How to Succeed in Business Without Really Trying
- 1976: Heroin Connection
- 1976: Killerhunde (Dogs)
- 1977: Off Campus
- 1989: Jeanny und der Weihnachtsmann (It Nearly Wasn’t Christmas)
- 1991: Mitgefangen – Mitgehangen (Jailbirds)